# Aleksandrs Jeļisejevs
Aleksandrs Jeļisejevs (ros. Александр Терентьевич Елисеев, Aleksandr Tierientjewicz Jelisiejew; ur. 11 sierpnia 1971 w Dyneburgu) – łotewski piłkarz rosyjskiego pochodzenia występujący na pozycji napastnika, reprezentant Łotwy w latach 1992–2002, trener piłkarski.

## Kariera klubowa
Karierę na poziomie seniorskim rozpoczął w 1988 roku w klubie Zemgale Ilūkste, grającym w Mistrzostwach Łotewskiej SRR. W latach 1989–1990 zawiesił grę w piłkę nożną na czas służby wojskowej, po odbyciu której grał w sezonie 1990/91 w futsalowym zespole SKIF-Forum Ryga. W 1991 roku został zawodnikiem Forums-Skonto FC i wywalczył z tym klubem mistrzostwo Łotewskiej SRR. Od 1992 roku rywalizował ze Skonto FC w nowo powstałej Virslīdze, utworzonej po odzyskaniu przez Łotwę niepodległości od ZSRR. W sierpniu tego samego roku zadebiutował w europejskich pucharach w dwumeczu z KÍ Klaksvík (3:1, 3:0) w kwalifikacjach Ligi Mistrzów 1992/93, w którym strzelił bramkę w meczu rewanżowym. W sezonie 1992 wywalczył mistrzostwo i Puchar Łotwy. W sezonie 1993 zdobył kolejny tytuł mistrzowski i z 20 bramkami w 17 spotkaniach został królem strzelców Virslīgi, ponadto wybrano go najlepszym napastnikiem rozgrywek. W okresie od czerwca do sierpnia 1993 strzelił on co najmniej jednego gola w 8 meczach z rzędu, co było rekordem łotewskiej ekstraklasy do 2014 roku. W sezonie 1994 wywalczył tytuł mistrzowski i krajowy puchar, rok później czwarte z rzędu mistrzostwo Łotwy.
Jesienią 1995 roku podpisał kontrakt z Hapoelem Beer Szewa, gdzie rozegrał 5 spotkań w izraelskiej ekstraklasie. W rundzie wiosennej sezonu 1995/96 występował w Innstadt Stadler FC. 20 marca 1996 zadebiutował w NB I w meczu przeciwko Békéscsabai Előre FC, zakończonym bezbramkowym remisem. Ogółem zanotował 8 ligowych występów, nie zdobył żadnej bramki. Latem 1996 roku powrócił do Skonto FC, z którym wywalczył tytuł mistrzowski za sezon 1996. Po zakończeniu rozgrywek przeniósł się do rosyjskiego Mietałłurga Lipieck. W sezonie 1997 rozegrał na poziomie PFL 30 spotkań, w których zdobył 17 bramek. Jego klub zajął w tabeli 2. miejsce, zwyczajowo premiowane awansem, jednak z powodu przeprowadzonej reformy systemu ligowego nie uzyskał promocji do Wysszajej Ligi. Na początku 1998 roku związał się umową z Urałanem Elista. 28 marca 1998 zadebiutował w rosyjskiej ekstraklasie w przegranym 0:1 meczu z Ałaniją Władykaukaz. Po rozegraniu 4 ligowych spotkań doznał zerwania więzadeł krzyżowych, przez co zmuszony był przejść półroczną rekonwalescencję. Po wyleczeniu urazu opuścił zespół i występował w latach 1999–2000 w drugoligowych klubach FK Torpedo-Wiktorija i Arsienał Tuła.
W 2001 roku Jeļisejevs został piłkarzem w Skonto FC, z którym w okresie 2001–2003 zdobył 3 tytuły mistrza Łotwy oraz dwukrotnie Puchar Łotwy. W latach 2004–2005 występował w klubach zagranicznych: Chengdu Wuniu (China League One), FC Hämeenlinna (Veikkausliiga) i Strømsgodset IF (Adeccoligaen). W połowie sezonu 2005 powrócił na Łotwę, gdzie przez 3 miesiące grał w JFK Olimps. Od 2006 roku występował w półzawodowych zespołach grających na poziomie 1. līgi: Skonto FC-2, FK Jaunība-Parex oraz FK Spartaks Jurmała. Po sezonie 2009 zakończył grę w piłkę nożną.

## Kariera reprezentacyjna
10 lipca 1992 zadebiutował w reprezentacji Łotwy w wygranym 2:1 towarzyskim meczu z Estonią w ramach Baltic Cup 1992. W lipcu 1996 roku zdobył pierwszą bramkę w drużynie narodowej w spotkaniu przeciwko Litwie (1:2). Trzykrotnie w latach 1993, 1995 i 2001 zwyciężył z Łotwą w turnieju Baltic Cup. Ogółem w latach 1992-2002 rozegrał w reprezentacji 37 meczów, w których zdobył 4 gole.

### Bramki w reprezentacji
| LP | Data              | Miejsce                        | Przeciwnik | Bramka | Rezultat | Ranga meczu                       |
| -- | ----------------- | ------------------------------ | ---------- | ------ | -------- | --------------------------------- |
| 1. | 8 lipca 1996      | Kreenholmi staadion, Narwa     | Litwa      | 1:1    | 1:2      | Baltic Cup 1996                   |
| 2. | 15 lutego 1997    | Stadion Anagennisi, Derinia    | Litwa      | 1:0    | 1:0      | Mecz towarzyski                   |
| 3. | 18 maja 1997      | Kadrioru staadion, Tallinn     | Estonia    | 2:1    | 3:1      | Eliminacje Mistrzostw Świata 1998 |
| 4. | 15 listopada 2000 | Stadion Olimpijski, Serravalle | San Marino | 1:0    | 1:0      | Eliminacje Mistrzostw Świata 2002 |

## Kariera trenerska
W 2006 roku rozpoczął pracę w akademii piłkarskiej JFC Skonto. W latach 2009–2014 pracował jako asystent trenera Viktorsa Vicehovskisa w juniorskich kadrach Łotwy. W okresie od listopada 2011 do maja 2012 prowadził klub FK Auda (1. līga), z którego zwolniono go z powodu braku satysfakcjonujących wyników. Od 2012 roku jest trenerem młodzieży w LFF Futbola akadēmija, natomiast od 2019 roku prowadzi również reprezentację Łotwy U-15.

## Sukcesy

### Zespołowe
Łotwa
- Baltic Cup: 1993, 1995, 2001

Skonto FC
- mistrzostwo Łotwy: 1992, 1993, 1994, 1995, 1996, 2001, 2002, 2003
- Puchar Łotwy: 1992, 1995, 2001, 2002

### Indywidualne
- król strzelców Virslīgi: 1993
- najlepszy napastnik Virslīgi: 1993